# L'Igualadí
L'Igualadí va ser un setmanari republicà autonomista d'Igualada que es va publicar, amb interrupcions i en diversos períodes, entre els anys 1893 i 1934
El va fundar Joan Serra Constansó l'any 1893 sota el títol El Igualadino. Va sortir en dos períodes, en castellà, fins al 1909 i després en diverses etapes, en català, fins a l'any 1934. La informació general i històrica d'aquest periòdic està sota el títol que va perdurar més anys, L'Igualadí (1893-1934). En la seva darrera època (1933-1934) va ser el portaveu d'Esquerra Republicana de Catalunya.
Entre els seus col·laboradors consta la pensadora i escriptora Maria Trulls.

## El Igualadino(7-5-1893– 28-4-1895)
Portava els subtítols: Semanario político i Órgano del Círculo de la Unión Republicana. Se’n van publicar 104 números. Editat per la Unió Republicana, va començar amb la redacció i l'administració a la rambla de Sant Isidre, 12; a partir del núm. 25 (22-10-1893) es va traslladar a la Rambla Nova, 44; i des del núm. 47 (25-3- 1894) a la Rambla Nova, 41. S'imprimia als tallers de Marian Abadal, amb un format de 44 x 32 cm, i tenia 4 pàgines a 3 columnes.
El va fundar i dirigir Joan Serra Constansó. Hi col·laboraven: Jaume Serra Iglesias, F. Martí Bech, Joseph Puiggarí, Jaume Boloix i Canela, Jeremías Gras Elías i Maria Trulls Algué, però la majoria d'articles estaven signats amb inicials i pseudònims.
Hi ha articles d'economia i política, des de les idees republicanes i “dins l'àmbit local, el seu objectiu és la lluita contra l'hegemonia política de la casa Godó”. Va publicar alguns números extraordinaris com el 13 (29 juliol 1893), amb motiu de la inauguració oficial del Ferrocarril Central Català a la ciutat, el 57 (3-6-1894), en record de la batalla del Bruc, i els de la Festa Major.

## El Igualadino, 2a època (12-6-1904– 23-5-1909)
Portava els subtítols: Semanario político i Órgano de la Fraternidad Republicana. A partir del núm. 259 (28-3-1909) el subtítol va ser Semanario Republicano Autonomista. Se’n van publicar 259 números. La redacció i l'administració estava a la Rambla Nova, núm. 41 i l'imprimia la viuda de Marian Abadal, amb el mateix format de l'època anterior.
El director, durant els dos primers números, va ser Emeteri Villamur Serra; després Joan Serra Constansó i, a partir de 1906, Amadeu Biosca i Busqué. Entre els col·laboradors hi havia Maria Trulls Algué, Ignasi Bo i Singla, Josep Costa Pomés, Esteve Poch Mora, A. Costa Sendra, Francesc Torrents i Emili Graells Castells. És com a “republicanos a secas, sin adjetivos inútiles, somos librepensadores convencidos sin sectarismos que nos impidan respetar las creencias ajenas”. Hi ha força espai dedicat a la política municipal i a comentar les sessions de l'Ajuntament i en els períodes electorals aquest tema és el principal. A causa d'alguns articles antireligiosos, el bisbe de Vic Josep Torras i Bages va prohibir la lectura d'aquest periòdic als fidels de la seva jurisdicció.

## L'Igualadí, 3a època (17-12-1911– 18-8-1912)
Portava el subtítol: Setmanari Republicà Autonomista. Se’n van publicar 36 números. Editat pel Centre Republicà, la redacció, l'administració, la impremta i el format no va variar respecte a l'època anterior, però s'editava en català, llengua que va mantenir durant la resta de la seva història.
El director era Joan Serra Constansó i entre els col·laboradors hi havia Lleó Gras, R. De Mas Solanes i R. Gabarró. Diuen que escriuran “accentuant les nostres idees republicanes vers un sentit resoltament socialista”. Hi ha més articles d'informació local que en les èpoques anteriors.

## L'Igualadí, [3a època, 2n període] (24-8-1912– 25-12-1914)
Portava el subtítol: Setmanari Republicà Autonomista, portaveu d'Igualada y sa comarca. Se’n van publicar 123 números. Les dades tècniques eren les mateixes que en el període anterior, però va canviar l'adreça de la redacció i l'administració: carrer Major, núm. 49, de Vilanova del Camí. “L'hostatge que tan desinteressadament ens han donat els amics de Vilanova del Camí per a poguer refugir les persecucions de què hem sigut objecte”. La periodicitat del periòdic no es va interrompre respecte a la tercera època, però va començar nova numeració.
El director era Joan Serra Constansó. Entre els col·laboradors hi havia Joaquim Riera, Josep Costa Pomés, Jaume Boloix i Canela i Joan Serra Mercader. Durant els períodes electorals, hi ha forts atacs al caciquisme representat a Igualada per la família Godó.

## L'Igualadí, 4a època (3-1-1915– 31-12-1916)
El subtítol era: Setmanari Republicà Autonomista. En van sortir 105 números. El format, les pàgines i les columnes eren iguals que en les èpoques anteriors, però la redacció i l'administració van tornar a Igualada. S'imprimia primer als tallers de la viuda de Marian Abadal i, a partir del núm. 55 (16-1-1916) a la Impremta Moderna de Codorniu i Miranda.
Hi havia articles d'Emili Graells Castells, Josep Costa Pomés, Frederic Prat i Josep Alemany i Borràs i algun de Francesc Pi i Margall. L'article editorial del primer número, titulat “Nostra tasca”, fa un resum de la història del periòdic i de les seves diverses etapes interrompudes pel caciquisme i reafirma els seus ideals: “Catalunya'' i "llibertat”. En l'últim número, es van acomiadar amb un “Fins a reveurer”, que deia: vensuda la fera caciquista que’ns donava alè per a la lluita, necessàriament teniem de sentir fadiga... prometent tornar a la brega periodística, sempre que les circumstàncies ho demanin, sempre que pretenguin els enemics de la democracia trepitjar els drets del poble.

## L'Igualadí, 5a època (1-5-1918– 19-2-1921)
Portava el subtítol “Setmanari Republicà Autonomista” i a partir del núm. 131 (9-1-1921) “Portaveu del Partit Republicà d'Igualada i el seu districte”. Va continuar amb el mateix format i les quatre pàgines de les èpoques anteriors, excepte entre els números 95 (1-5-1920) i 124 (21-11-1920), que en va tenir sis. La redacció i l'administració eren a la rambla de Canalejas, núm. 41 i es publicava a la Impremta Moderna de Codorniu i Miranda.
N'eren redactors: Joan Serra i Constansó, Emili Graells Castells, Josep Costa Pomés i Ramon Vidal. Hi col·laboraven d'una manera més esporàdica: P. Ferrer Balcells, S. Freixas i Òscar Lliró. L'article editorial del primer número deia: “La mala herba mai mort, i aquesta vegada ha aixecat el cap sota el nom de regionalisme demanant d'una manera vergonyosa ajuda a l'antic cacic... Venim a reprendre nostra campanya republicana, orientant-la francament cap al socialisme...”. També hi havia articles sobre fets locals: la indústria, l'epidèmia de 1918, l'urbanisme, etc.

## L'Igualadí, 6a època (3-8 – 12-11-1921)
Portava el subtítol “Porta-veu del Partit Republicà d'Igualada i el seu Districte”. Només en van sortir 11 números. Tenia el mateix format i les quatre pàgines de les èpoques anteriors. La redacció i l'administració eren a la rambla de Canalejas, núm. 41 i es publicava a la impremta de Codorniu i Miranda. En aquesta època el periòdic era bilingüe i va tornar a introduir el castellà, sobretot en els articles editorials.
Els redactors eren: Joan Camps, R. De Mas Solanes, R. Gabarró i Isidre Corbinos. Entre els col·laboradors hi havia Mateo Santos i Josep Costa Pomés. La seva ideologia “está condensada en la doctrina federal de don Francisco Pi y Margall y en el plan de reconstitución nacional de don Joaquín Costa”. En l'àmbit ciutadà, “defenderemos la industria local..., cultivaremos la crítica literaria, teatral y artística como medio de educación estética, publicaremos una sección de deportes...”. Donava àmplia informació sobre les activitats organitzades per l'Ateneu Igualadí de la Classe Obrera, al qual els redactors de la publicació estaven molt vinculats.

## L'Igualadí, 7a època (21-4-1923 – 27-4-1923)
Portava el subtítol “Porta-veu del Partit Republicà d'Igualada i el seu Districte”. Només en van sortir 2 números. Va continuar amb el mateix format i les quatre pàgines de les èpoques anteriors, però va canviar les típiques lletres amb influències modernistes anteriors de la capçalera, que van passar a ser de pal. La redacció i l'administració eren a la rambla de Canalejas, núm. 41, i es publicava a la Impremta Moderna, de la rambla de Sant Pere Màrtir, núm. 19. Tot el periòdic va tornar a sortir en català.
Els dos números que van sortir eren de propaganda electoral. Es van publicar amb motiu de les eleccions dels representants a les Corts per donar suport a la candidatura de Manuel M. Girona.

## L'Igualadí, 8a època (14-4-1933– 29-9-1934)
Portava el subtítol “Portantveu setmanal d'Esquerra Republicana” i, a partir del núm. 40 (27-1-1934) “Setmanari d'Esquerra”. En van sortir 80 números. Seguia tenint el mateix format i les quatre pàgines tradicionals, però en aquesta època va tenir el text distribuït en quatre columnes. La tipografia es va modernitzar. La redacció i l'administració era al passeig de Mn. Jacint Verdaguer i sortia de la impremta Codorniu, situada a la rambla del General Vives, núm. 25.
El director inicial va ser Joan Roca Puig i el redactor en cap, Josep Riu Navés. També formaven part de la redacció: Josep Torrents Brunet, Joan Camps, Antoni Borràs Quadres, Joan Díaz Rojas, Josep Morera, Bartomeu Torner Prat i Salvador Riba i Gumà. A la primera pàgina hi acostumava a haver un acudit dibuixat per Abir o per Gum. Aquesta etapa va començar en el segon aniversari de la proclamació de la República. En les eleccions municipals de gener de 1934 va guanyar la Coalició Republicana d'Esquerres i van canviar el subtítol perquè és “hora de col·laboració i defensa conjunta, hora de fructificar i organitzar”.

## Localització
Biblioteca Central d'Igualada. Plaça de Cal Font. Igualada (col·lecció completa i relligada)